# Giacomo Secco

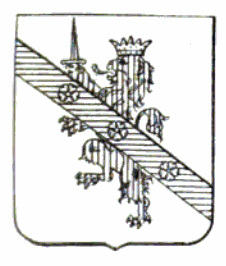
Stemma famiglia Secco

Giacomo Secco (1451 – Caravaggio, ottobre 1512) è stato un condottiero italiano e signore di Caravaggio.

## Biografia
Giacomo Antonio Secco era figlio di Antonio Secco (1430-1488), consignore di Calcio, e di Caterina Dal Verme. 
Era nipote di Francesco Secco, signore di Caravaggio che lo fece crescere alla corte dei Gonzaga di Mantova e nel 1481 venne creato cavaliere. Dopo che lo zio cadde in disgrazia, anche Giacomo velle espulso da Mantova. Nel 1492 passò al servizio dei duchi di Milano. Nel 1499 difese la città di Caravaggio dagli attacchi della Serenissima, ma fu sconfitto. Nel 1507 entrò al servizio della Repubblica di Venezia e difese Caravaggio dagli attacchi deli Imperiali scesi attraverso il lago di Como. Combatté in Cadore nel 1508 al fianco di Bartolomeo d'Alviano contro gli Imperiali. Partecipò nel 1509 alla battaglia di Agnadello nelle file veneziane di Antonio Pio. Abbandonato l'esercito della Serenissima, passò da parte dei francesi vittoriosi ad Agnadello, entrando da vittorioso nella città di Bergamo. Venne confermato nel feudo di Caravaggio, dove morì nel 1512.

## Discendenza
Sposò Cassandra Pallavicino, figlia di Galeazzo I Pallavicino e di Elisabetta Sforza, dalla quale ebbe:
- Francesco (1490-1562), sposò Elisabetta Suardi
- Marco Antonio (1491-?), sposò Anna Mozzanica
- Francesca, sposò Teofilo Martinengo
- Anastasia, sposò Lodovico Affaitati
- Luchina, sposò Gerolamo Carcano
- Minerva, sposò Bartolomeo Martinengo.